# 蓝带拟雀鲷
蓝带拟雀鲷（学名：Pseudochromis cyanotaenia）为輻鰭魚綱鱸形目鱸亞目拟雀鲷科拟雀鲷属的鱼类，俗名蓝带准雀鲷。為熱帶海水魚，分布于印度西太平洋以及台湾南部、馬來半島、澳洲、東至萬那杜等，深度0-30公尺，本魚體延長，雄魚頭部及體前半部下側為黃棕色，其餘為紫藍色；雌魚體色為灰褐色至深褐色，腹部暗紅色，背鰭硬棘3枚、背鰭軟條21-23枚、臀鰭硬棘3枚、臀鰭軟條12-14枚，體長可達6.2公分。棲息在有遮蔽物、海流快速的珊瑚礁區，通常成對出現，以甲殼類等為食，具有強烈的地域性，可做為觀賞魚。该物种的模式产地在Kajeli、摩鹿加群岛。